# Chennai Open Challenger 2019
Il Chennai Open Challenger 2019 è stato un torneo maschile tennis professionistico. È stata la 2ª edizione del torneo, facente parte della categoria Challenger 80 nell'ambito dell'ATP Challenger Tour 2019, con un montepremi di 54 160 $. Si è giocato dal 4 al 10 febbraio 2019 sui campi in cemento dello SDAT Tennis Stadium di Chennai, in India.

## Partecipanti

### Teste di serie
| Nazionalità     | Giocatore                   | Ranking* | Testa di serie |
| --------------- | --------------------------- | -------- | -------------- |
| India           | Prajnesh Gunneswaran        | 102      | 1              |
| Francia         | Corentin Moutet             | 143      | 2              |
| Egitto          | Mohamed Safwat              | 200      | 3              |
| Italia          | Gianluca Mager              | 224      | 4              |
| Spagna          | Alejandro Davidovich Fokina | 235      | 5              |
| Corea del Sud   | Kwon Soon-woo               | 236      | 6              |
| Australia       | James Duckworth             | 239      | 7              |
| Corea del Sud   | Lee Duck-hee                | 241      | 8              |
| Portogallo      | Gastão Elias                | 246      | 9              |
| Spagna          | Nicola Kuhn                 | 248      | 10             |
| India           | Saketh Myneni               | 260      | 11             |
| Australia       | Maverick Banes              | 265      | 12             |
| Rep. Dominicana | José Hernández-Fernández    | 273      | 13             |
| Lituania        | Laurynas Grigelis           | 281      | 14             |
| Taipei cinese   | Yang Tsung-hua              | 283      | 15             |
| India           | Sasikumar Mukund            | 292      | 16             |

- Ranking al 28 gennaio 2019.

### Altri partecipanti
I seguenti giocatori hanno ricevuto una wild card per il tabellone principale:
- Lý Hoàng Nam
- Vijay Sundar Prashanth
- Abhinav Sanjeev Shanmugam
- Manish Sureshkumar
- Siddharth Vishwakarma

I seguenti giocatori sono entrati in tabellone usando il ranking protetto:
- Daniel Altmaier
- Daniel Nguyen

Il seguente giocatore è entrato in tabellone come alternate:
- Ivan Gakhov

I seguenti giocatori hanno utilizzato il loro ranking ITF per entrare nel tabellone principale:
- Moez Echargui
- Ivan Nedelko
- David Pérez Sanz
- Evgenii Tiurnev

I seguenti giocatori sono passati dalle qualificazioni:
- Kaito Uesugi
- Alexander Zhurbin

## Punti e montepremi
| Torneo    | Torneo              | V     | F     | SF    | QF    | 3T  | 2T  | 1T  | Q | Q1 |
| Singolare | Punti               | 80    | 48    | 29    | 15    | 7   | 3   | 0   | 0 | 0  |
| Singolare | Premi in denaro ($) | 7 200 | 4 240 | 2 510 | 1 460 | 860 | 520 | 260 | – | –  |
| Doppio    | Punti               | 80    | 48    | 29    | 15    | –   | –   | 0   | – | –  |
| Doppio    | Premi in denaro ($) | 3 100 | 1 800 | 1 080 | 640   | –   | –   | 360 | – | –  |

## Campioni

### Singolare
Corentin Moutet ha sconfitto in finale  Andrew Harris con il punteggio di 6–3, 6–3.

### Doppio
Gianluca Mager /  Andrea Pellegrino hanno sconfitto in finale  Matt Reid /  Luke Saville con il punteggio di 6–4, 7–6(7).